# Kleurasfalt

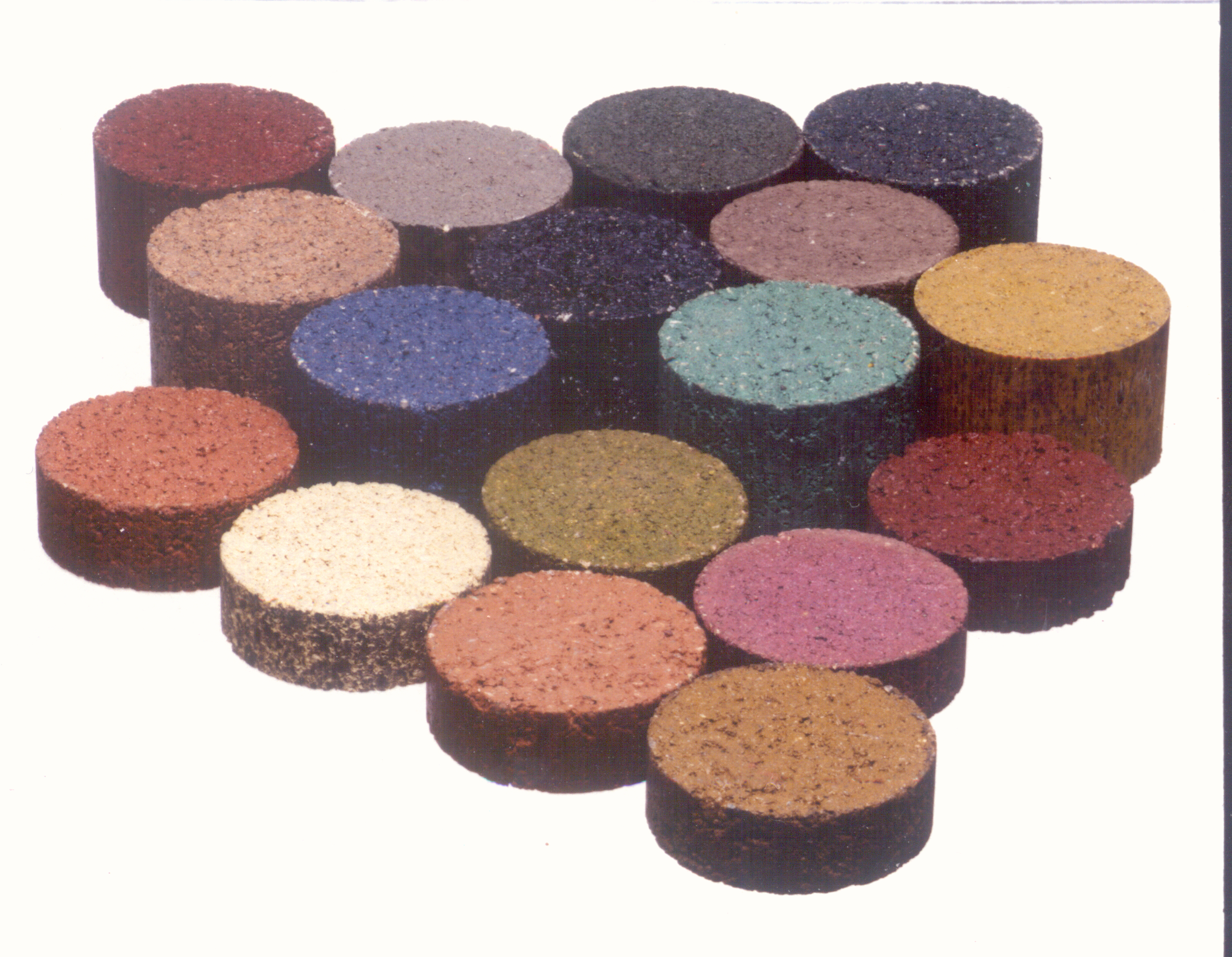
Kleurkernen

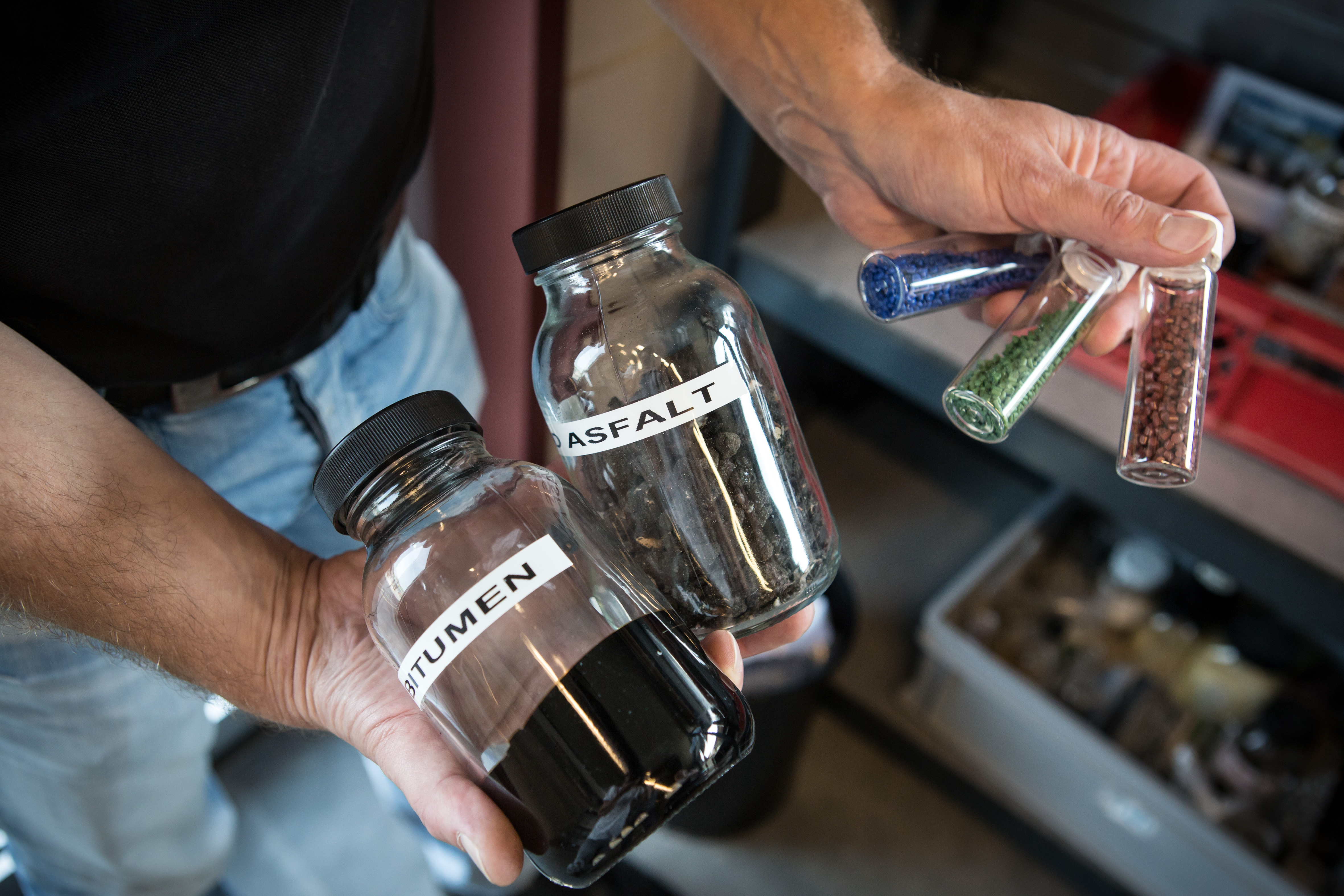
Diverse pigmenten voor productie van gekleurd asfalt

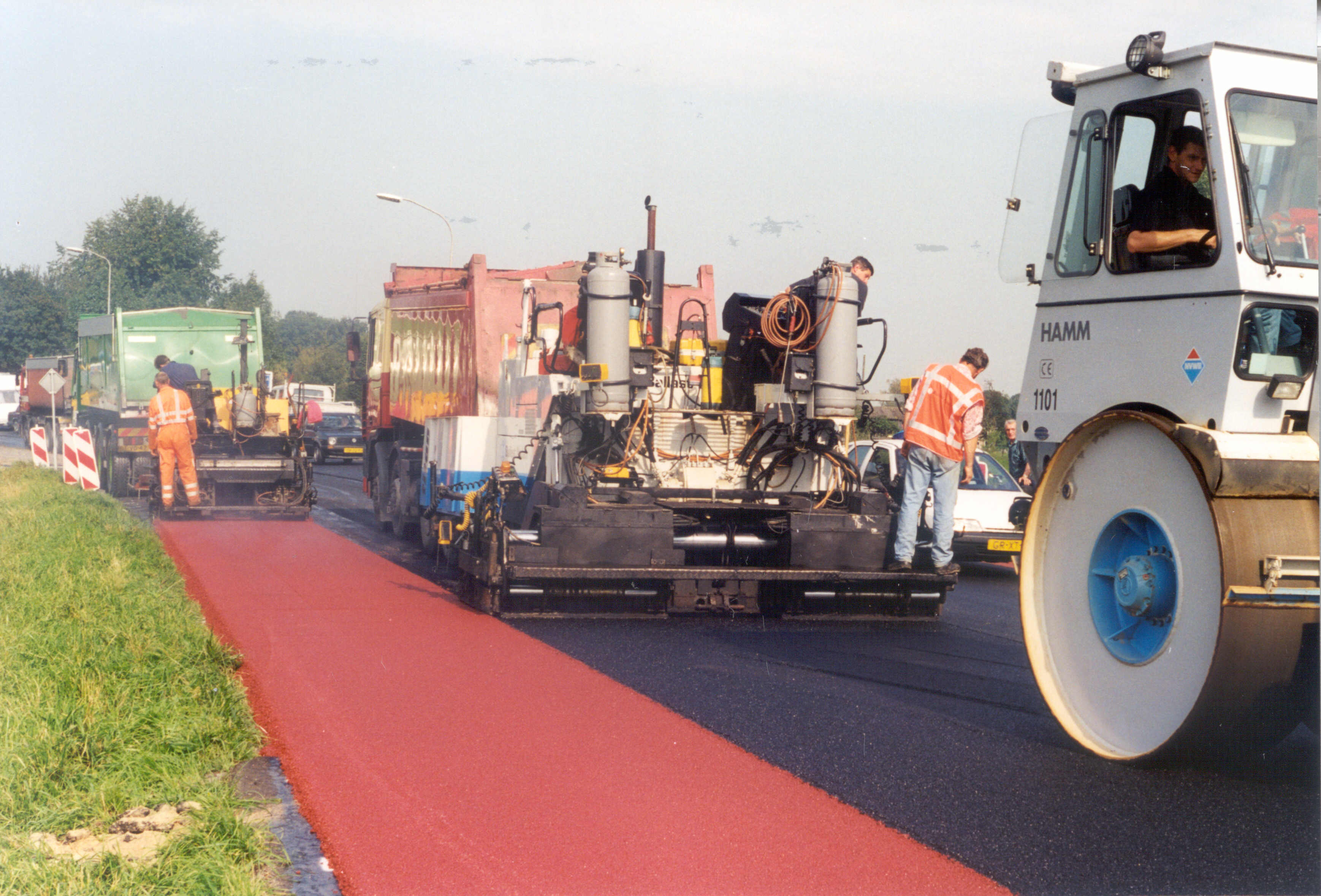
Aanleg van een roodgekleurd fietspad

Kleurasfalt is een gekleurde variant van asfalt.

## Vervaardiging
Asfalt krijgt tijdens het gebruik de kleur van de gebruikte steenslag, meestal bruin/grijs. Dit komt omdat het bindmiddel bitumen, dat bijna zwart is, na enige tijd slijt en de kleur van de steen zichtbaar wordt. Voor kleurasfalt wordt een andere kleur steenslag gebruikt; door bijvoorbeeld rode steen te gebruiken wordt na verloop van tijd een rood gekleurd wegdek verkregen. Tevens wordt hiervoor rood pigment aan het bindmiddel toegevoerd. Als alternatief kan gebruik gemaakt worden van kleurloos (blank) bindmiddel; al dan niet verrijkt met pigment. Door te variëren in het type bindmiddel en de hoeveelheid toegevoegd pigment kan een scala aan asfalttinten worden verkregen.

## Toepassingen
- Rood asfalt wordt het meest toegepast om fietspaden mee aan te duiden.
- Blauw of groen asfalt wordt bijvoorbeeld gebruikt voor sportvelden.
- Geel asfalt kan worden gebruikt om voetpaden aan te duiden.
- Met witte steenslag is een lichtgekleurd wegdek mogelijk. In (fiets)tunnels wordt de sociale veiligheid daarmee verhoogd. Ook is er minder verlichting nodig wat bijdraagt aan de besparing op energie voor verlichting.

Vanzelfsprekend zijn er veel meer toepassingsmogelijkheden en kleuren denkbaar dan in bovenstaand rijtje benoemd.

## Kwaliteitsbeheersing
Gewone bitumen is normaal gesproken beter bestand tegen verkeersbelasting dan kleurloos bindmiddel; met name op het gebied van rafeling en spoorvorming. Over het algemeen is dit geen issue, omdat het gekleurde asfalt wordt toegepast op locaties die (nagenoeg) niet door zwaar en wringend verkeer worden belast. In situaties waar dit zich wel voordoet, bijvoorbeeld bij rood uitgevoerde fietspaden die een drukke verkeersweg kruisen, is het gebruik van (gemodificeerde) bitumen aan te raden.
Op sommige locaties sluit het gekleurde asfalt in rijrichting aan op de rijbaan en kan het tevens door gemotoriseerd verkeer worden belast. Dit is bijvoorbeeld het geval bij aanliggende fietssuggestiestroken. In deze gevallen is het wenselijk om het rode asfalt en het traditionele asfalt van de rijbaan warm in warm aan te brengen om het risico op voortijdige schade ter plaatse van de naad zoveel mogelijk te beperken.